# 麥克貨車

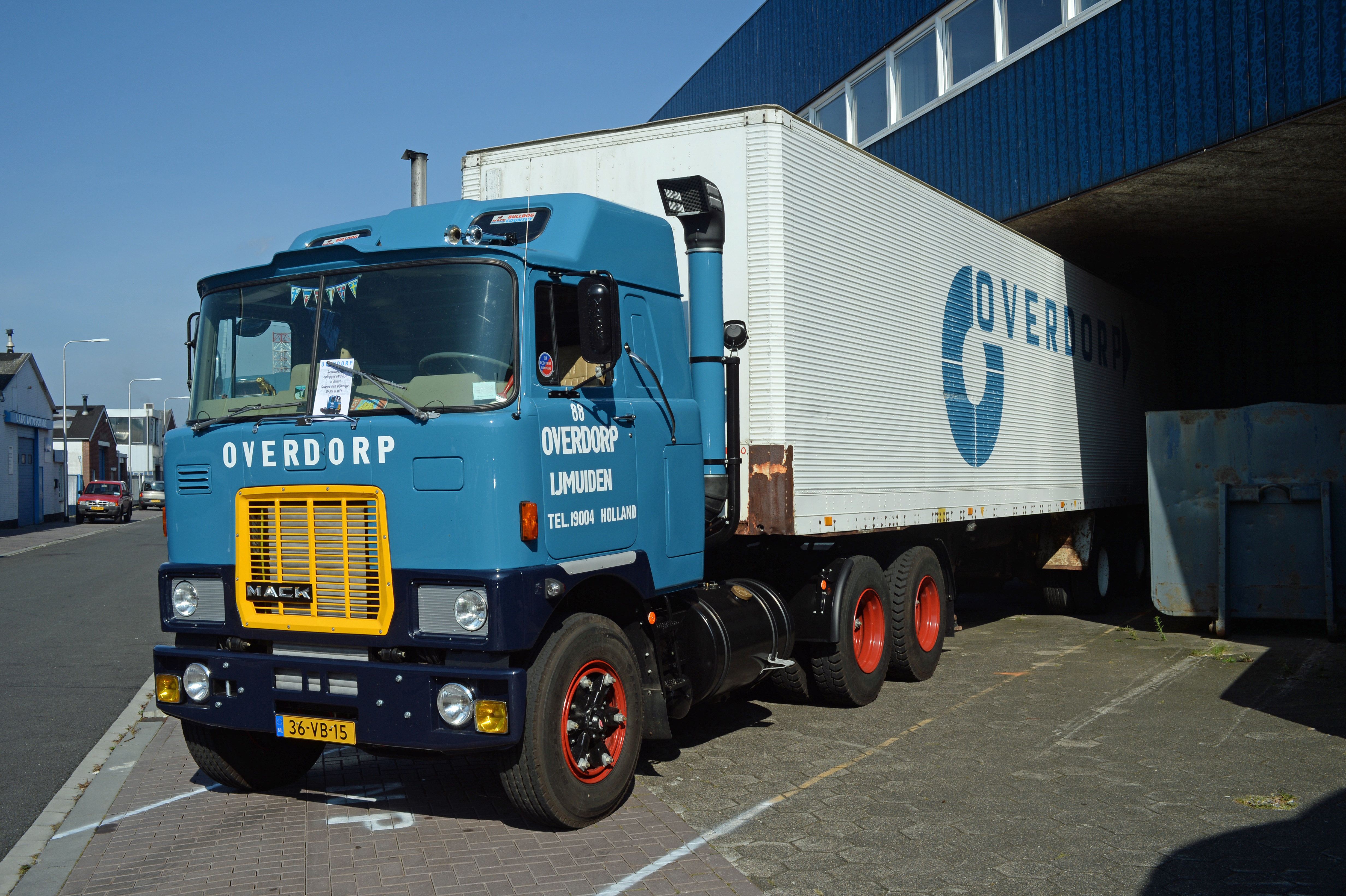
一架麥克F系列貨車，攝於荷蘭

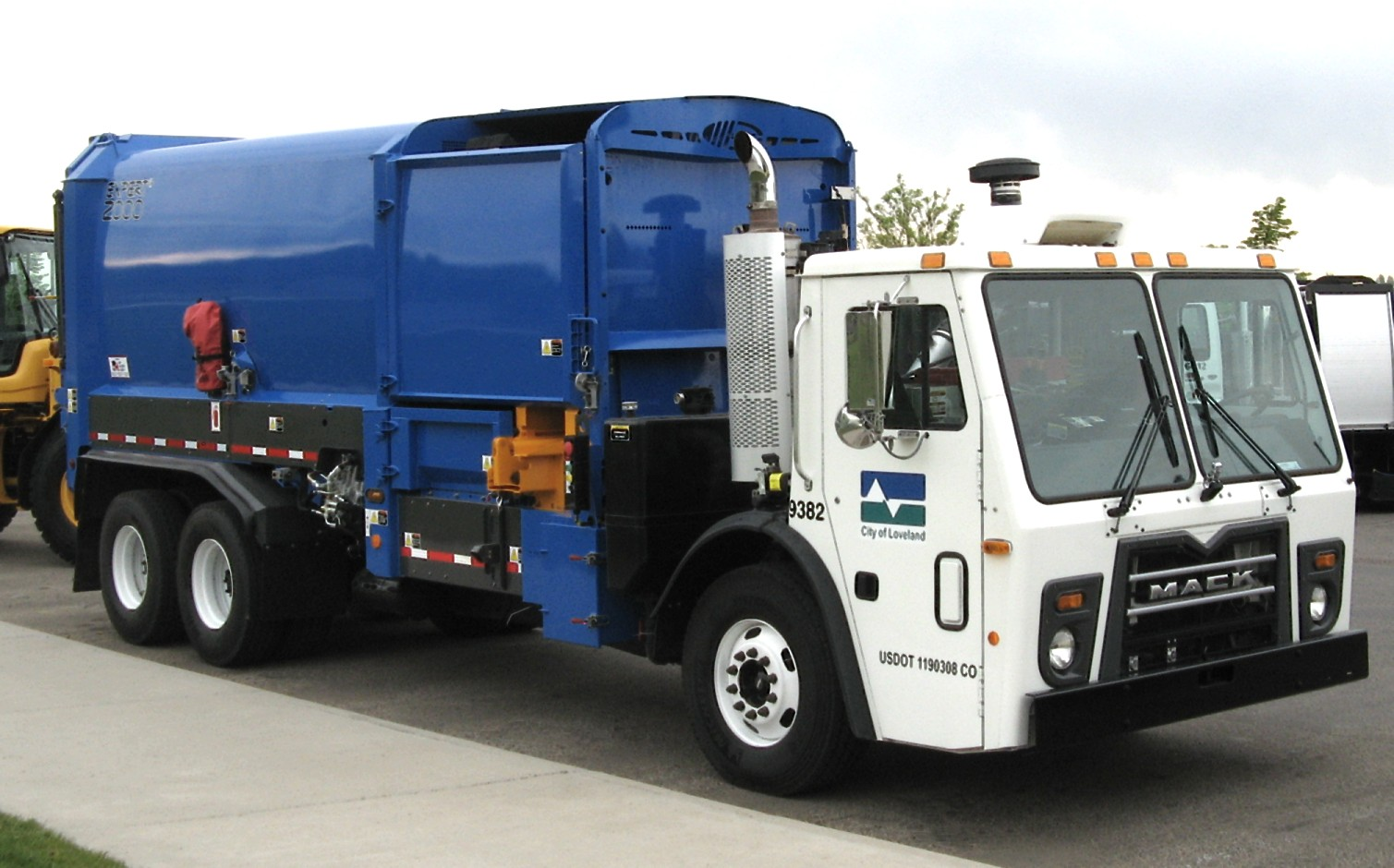
麥克垃圾車

麥克貨車（英語：Mack Trucks），是美國一家重型貨車製造廠商，也是全球最大型的廠商之一，至2001年為瑞典富豪集團所收購，成為富豪的附屬公司。第一次世界大战中，有超过5000辆马克AC型卡车在英国和美国部队中服役。当其他卡车陷入泥沼时，英美士兵总是调来马克AC型把它们拉出来。由于这种卡车所具有的超强动力和扁平的鼻形发动机罩让人很容易联想起斗牛犬，英国士兵就把它们称作“斗牛犬”，由于品質极高，性能好，该卡车受到士兵和军官欢迎，在一战期间价格保持在8000美金一辆的高位，供不应求，最高期间价格甚至达到惊人的10000美金。1932年，4英寸高、采用铬合金制作的斗牛犬成为马克卡车公司的标识。马克 Vision是第一辆符合驾驶、运营管理和财务要求的公路卡车。驾驶员希望行驶舒适、平稳并且装备符合人机工程学的需求得到满足，车队管理人员希望的卡车运营成本更低、更可靠且车辆的二手价值较高的要求也同样得到满足。

## 相關網站
- Mack官網（页面存档备份，存于）